# كويتشي ساتو (لاعب كرة قدم)
كويتشي ساتو (باليابانية: 佐藤 洸一) (28 نوفمبر 1986 في يوكايتشي في اليابان – )؛ هو لاعب كرة قدم ياباني سابق كان يلعب كمهاجم.

## وصلات خارجية
- كويتشي ساتو على موقع رابطة كرة القدم اليابانية للمحترفين (اليابانية)
- كويتشي ساتو على موقع قاعدة بيانات كرة القدم.إي يو (الإنجليزية)
- كويتشي ساتو على موقع Soccerway.com (الإنجليزية)
- كويتشي ساتو على موقع عالم كرة القدم.نت (الإنجليزية)